# Juliano Mineiro Fernandes
Juliano Mineiro Fernandes (* 14. Februar 1986 in Rio de Janeiro), auch Juliano Mineiro genannt, ist ein brasilianisch-osttimoresischer Fußballspieler.

## Karriere

### Verein
Juliano Mineiro erlernte das Fußballspielen in der Jugendmannschaft von Fluminense Rio de Janeiro. Hier unterschrieb er 2005 auch seinen ersten Vertrag. Der Verein aus Rio de Janeiro spielte in der höchsten Liga des Landes, der Série A. Von Januar 2007 bis Juni 2007 wurde er an den EC Juventude aus Caxias do Sul ausgeliehen. Náutico Capibaribe, ein Verein aus Recife, lieh ihn von August 2007 bis Mai 2008 aus. Mitte 2008 ging er nach Europa. Hier unterschrieb er in Portugal einen Vertrag bei Nacional Funchal. Der Verein aus Funchal auf der Insel Madeira spielte in der ersten Liga des Landes, der Primeira Liga. Von Juli 2009 bis Dezember 2009 wurde er in seine Heimat zum EC Bahia ausgeliehen. Der Najran SC aus Saudi-Arabien lieh ihn von Juli 2010 bis Juni 2011 aus. Mit dem Verein spielte er in der ersten Liga, der Saudi Professional League. Für Najran absolvierte er 23 Erstligaspiele. Von Ende August 2012 bis Dezember 2012 war er vertrags- und vereinslos. Anfang 2013 nahm ihn der brasilianische Verein Tombense FC unter Vertrag. Über die weiteren brasilianischen Stationen CA Metropolitano, mit denen er 2013 den zweiten Platz der Copa Santa Catarina belegte und Paraná Clube ging er Mitte 2014 nach Asien. In Thailand verpflichtete ihn der Chonburi FC. Der Verein aus Chonburi spielte in der höchsten thailändischen Liga, der Thai Premier League. 2014 wurde er mit Chonburi Vizemeister und stand im Finale des FA Cup. Hier verlor man gegen Bangkok Glass mit 1:0. Nach 42 Erstligaspielen wechselte er Anfang 2016 nach Japan, wo er sich dem Erstligisten Kashiwa Reysol aus Kashiwa anschloss. Bei Kashiwa stand er bis Mitte September 2019 unter Vertrag. Den Rest des Jahres war er wieder vertrags- und vereinslos. Im Januar 2017 verpflichtete ihn der Selangor FA. Der Verein aus dem malaiischen Shah Alam spielte in der ersten Liga, der Malaysia Super League. Nach elf Erstligaspielen ging er im August 2017 nach Kuwait, wo er sich dem Kazma SC anschloss. Mit dem Verein aus Kuwait spielte er in der ersten Liga, der Kuwaiti Premier League. 2018 gewann er mit Kazma den Kuwait Federation Cup. Im Endspiel besiegte man im Elfmeterschießen den Al-Shabab SC.

### Nationalmannschaft
Juliano Mineiro wurde 2003 mit der brasilianischen U17-Nationalmannschaft in Finnland Weltmeister. Im Endspiel besiegte man Spanien mit 1:0.

## Erfolge

### Verein
CA Metropolitano
- Copa Santa Catarina: 2013 (2. Platz)

Chonburi FC
- FA Cup: 2014 (Finalist)
- Thai Premier League: 2014 (Vizemeister)

Al-Shabab SC (Kuwait)
- Kuwait Federation Cup: 2018

### Nationalmannschaft
Brasilien U17
- U-17-Fußball-Weltmeisterschaft: 2003